# Hudson Italia
El Hudson Italia es un estudio de diseño de automóvil y un cupé compacto de dos puertas de fabricación limitada que fue producido por la Hudson Motor Car Company de Detroit, en cooperación con Carrozzeria Touring Superleggera de Italia, y posteriormente comercializado por American Motors Corporation durante los años modelo de 1954 y 1955. Diseñado por Frank Spring con aportaciones de Carlo Felice Bianchi Anderloni de Carrozzeria Touring y presentado el 14 de enero de 1954, el Italia se basó en la plataforma y el tren de rodaje del Hudson Jet, pero con una carrocería y un interior únicos.

## Desarrollo
A principios de la década de 1950, Hudson inició varios programas de desarrollo de productos que incluían el Hornet, un motor de seis cilindros, el Hudson Jet y el proyecto que se convirtió en el Italia. La gerencia de Hudson Motors buscó un modelo de publicidad similar a la campaña utilizada por Chrysler para promocionar su trabajo con el diseñador Ghia y los coches de exposición resultantes. El concepto del Hudson Italia era replicar la notoriedad de obtenida por algunos prototipos, como los Chrysler Ghia Especiales (1951-1953). La idea original "era crear un automóvil deportivo y rápido, basado en el Hudson Hornet" y también para competir en la Carrera Panamericana. Un cupé deportivo experimental insignia de inspiración europea que podría rivalizar con el Corvette, los Nash-Healey, los Kaiser Darrin o el Ford Thunderbird, que en ese momento aún no se comercializaba. El objetivo era aumentar el reconocimiento de la marca Hudson y medir la reacción del público ante los nuevos estilos.
Durante el desarrollo de la línea Hudson Jet, el diseñador jefe Frank Spring quería incorporar un elegante automóvil de baja altura a la gama de modelos de Hudson. La gerencia de Hudson "exigió cambios desacertados" que hicieron que el Jet pareciera "más desaliñado" de lo que pretendía Frank Spring. Para paliar esta situación, "le dieron permiso al infeliz Spring para que construyera un coche deportivo 'experimental' basado en la mecánica del Jet". Spring estaba contemplando buscar empleo en otros estudios de diseño, porque quería diseñar un cupé deportivo que pudiera rivalizar con el primer Chevrolet Corvette de seis cilindros, pero con un estilo de inspiración europea y el lujo de un gran turismo.
Al carecer de capital suficiente para desarrollar un nuevo modelo, Hudson llegó a un acuerdo para que Carrozzeria Touring Superleggera construyera un prototipo en Milán. Se envió un Jet Hudson completo a Italia, y se dio forma a un nuevo diseño de carrocería basado en los bocetos realizados por Frank Spring, sobre un bastidor tubular de acero. Este sistema monocasco de paneles de aluminio se conocía como superleggera (equivalente a "muy ligero" en italiano) y "era caro y bastante revolucionario en su época". El trabajo realizado por Carrozzeria Touring estuvo bajo la supervisión de Spring y del vicepresidente de Hudson, Stuart Baits, El Italia siendo el único proyecto que Carrozzeria Touring emprendió para un fabricante de automóviles estadounidense.
Se informó que el precio pagado por Hudson por este prototipo de automóvil fue de tan solo 28.000 dólares. Fue una curiosa mezcla de estilo italiano con destellos americanos. Después de que se completó el prototipo en septiembre de 1953, Spring y su esposa lo condujeron por Italia.
El automóvil se envió a los EE. UU. para exhibirse en numerosos concesionarios de Hudson por todo el país a finales de 1953 y recibió reacciones positivas de los clientes. Se mostró en exhibiciones de automóviles en los EE. UU. y algunas en Europa, así como en la Exposición Internacional de Automóviles Deportivos celebrada en enero de 1954.
Este automóvil apareció por primera vez con el nombre de "Super Jet" y presentaba numerosos avances, incluidos su carrocería de aluminio, parabrisas envolvente (que recordaba al del Chevrolet Corvette de 1953), y unas puertas cuyo perfil superior incluía 14 pulgadas (356 mm) de la chapa del techo (también llamadas puertas de avión) para facilitar la entrada y la salida del coche. El Italia era 9 plg (229 mm) más bajo que el Jet, y contaba con una distancia entre ejes de 100 plg (2540 mm). El prototipo también presentaba llantas cromadas con radios de alambre Borrani y su transmisión de tres velocidades con la palanca montada en la columna del volante incluía una unidad de sobremarcha.

## Diseño

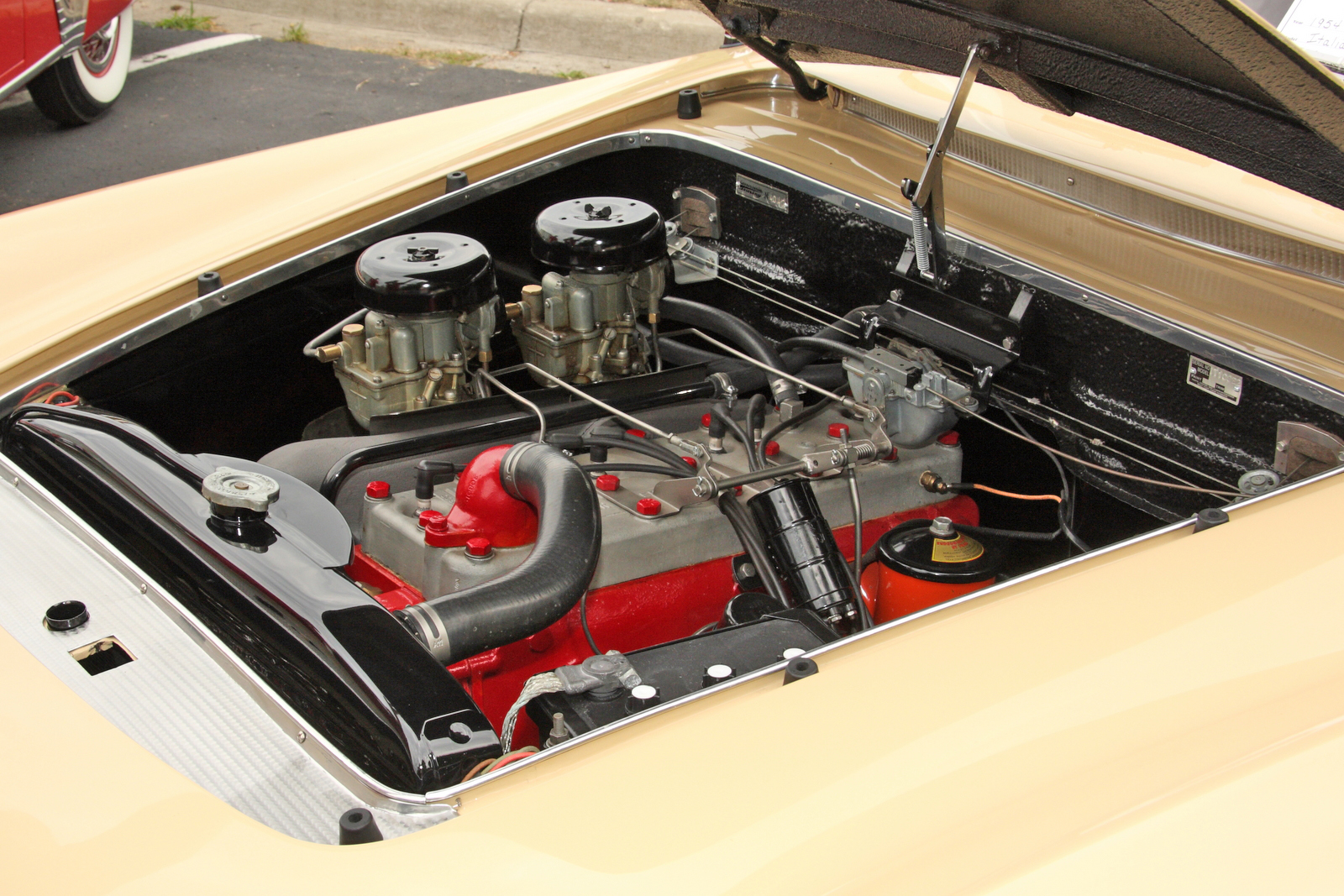
Motor del Hudson Italia

Varios fabricantes de automóviles europeos utilizaron la técnica de construcción de Carrozzeria Touring de una superestructura de tubos de pared delgada cubierta por paneles de aluminio hechos a mano para sus modelos de carreras ligeros. Sin embargo, la construcción de la unidad Jet de Hudson requirió el uso del suelo y del capó de producción en serie del automóvil normal, lo que anuló efectivamente cualquier ahorro de peso para el Italia.
Mientras que el estilo del Jet era conservador, el Italia era todo lo contrario. Era 10 pulgadas (254 mm) más bajo que un Jet, y sobre los faros, los guardabarros delanteros presentaban tomas de aire en forma de "V", que canalizaban el aire de enfriamiento a los frenos delanteros, pero en realidad solo ventilaban "la parte inferior del guardabarros y la parte superior del neumático". El parachoques delantero lucía una gran "V" invertida en el centro (el característico triángulo de Hudson, invertido) que formaba un ángulo hacia arriba y se superponía al enrejado de la parrilla. Las tomas de aire de los cuartos traseros refrigeraban los frenos traseros. En la parte trasera del automóvil, las luces posteriores, direccionales y de marcha atrás remataban los extremos de tres tubos cromados apilados, que emergían de los paneles de los cuartos traseros. Los modelos de producción no recibieron sobremarcha, el panel de instrumentos era diferente y se utilizó una combinación de tapicería de cuero y vinilo.
El Italia presentaba una radio de serie (todavía no era equipo estándar incluso en los Cadillac), asientos baquet ajustados hechos de gomaespuma de tres densidades diferentes para obtener la máxima comodidad cubiertos de piel blanca y roja, con respaldos reclinables formados por dos cabezales perfilados, uno para los hombros y otro para la zona lumbar. Los asientos eran más firmes en la parte inferior del respaldo que en la parte superior y entre los dos cojines había un espacio de aire, por lo que "los asientos en realidad 'respiraban' a través del movimiento de los pasajeros". Se terminó un tablero no reflectante en rojo, con alfombra italiana de pelo largo rojo brillante, todo contrastando con el color exterior "Italian Cream". Incluso se incorporaron cinturones de seguridad de cuero rojo, que acababan de aparecer como equipo estándar en los modelos de Nash, aunque solo sujetos a los propios asientos. La ventilación de flujo continuo, generalmente acreditada como una innovación de General Motors, que se alimenta a través de un respiradero del capó (que se estaba volviendo habitual en los automóviles estadounidenses de la década de 1950), también era estándar.
El Italia fue impulsado por un motor de seis cilindros en línea Hudson "Twin H" de válvulas laterales y una cilindrada de 202 plg³ (3,3 L), con una relación de compresión más alta (8:1) y carburador de tiro descendente dual de un cuerpo (con estrangulador simple), que rendía 114 HP (85 kW; 116 CV). Todos estaban equipados con una transmisión manual de 3 velocidades con la palanca del cambio de marchas montada en la columna del volante. Los coches incorporaban frenos de tambor delanteros y traseros. Solo se podía acceder al maletero desde el interior del automóvil como parte de una gran plataforma de equipaje situada detrás de los asientos, equipada con correas para sujetar la carga y compartimentos de almacenamiento con cerradura a cada lado de la plataforma.

## Producción

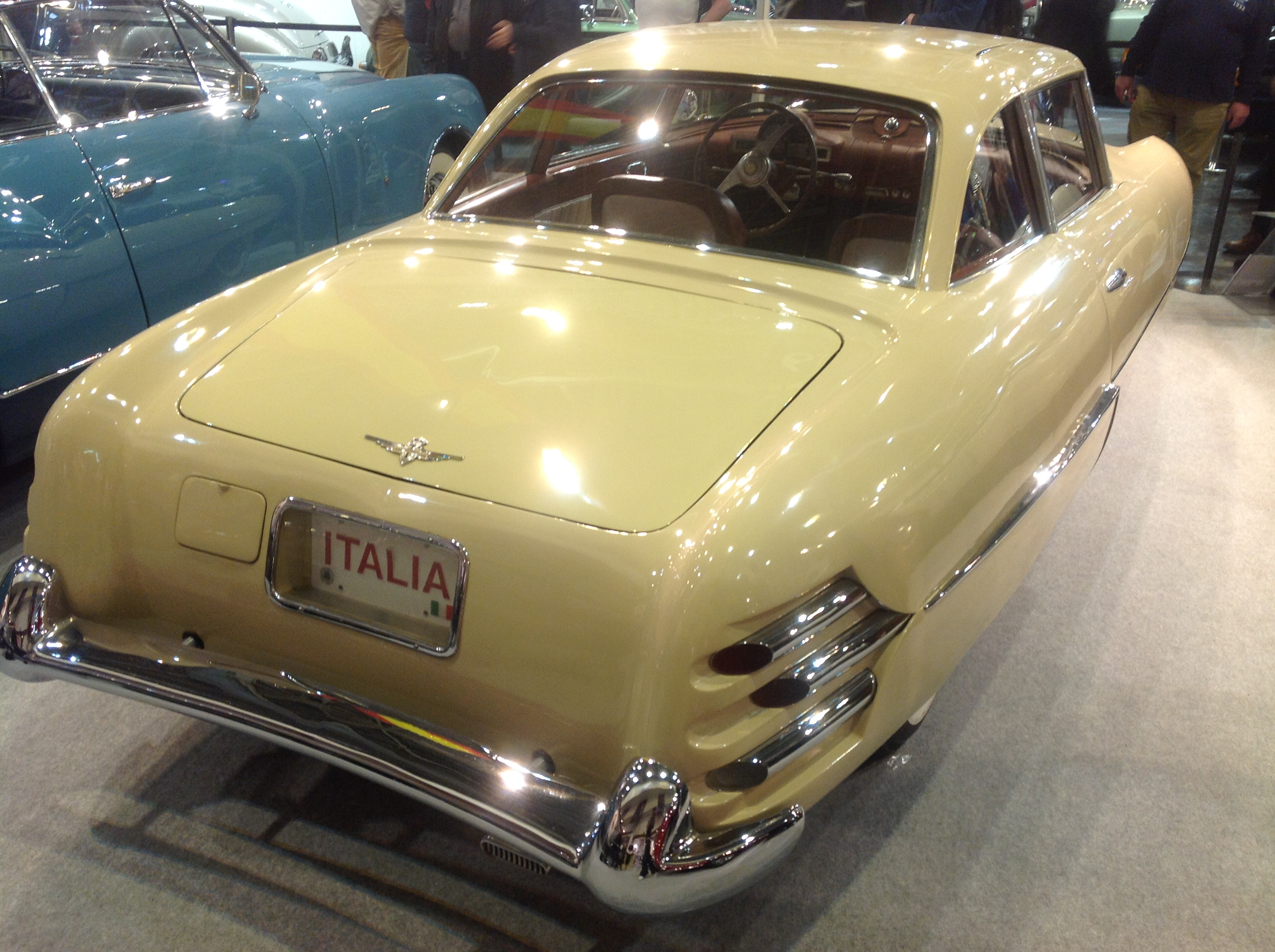
Hudson Italia en la Techno-Classica 2016 de Essen

Hudson encargó a Carrozzeria Touring que construyera lo que se cree que fueron un total de 50 automóviles y envió los componentes necesarios del "Super Jet" a Italia. A pesar de los costos laborales más bajos en Italia, el precio del automóvil hecho a mano fue de 4.350 dólares en el puerto de entrada según un comunicado de prensa de AMC (sin fecha), o de 4.800 dólares para  los vendedores en Detroit, según una carta del 23 de septiembre de 1953 de Hudson a sus distribuidores, tal como se informa en la edición de octubre de 1954 de Motor Trend. Este precio era más alto que el de un Cadillac en ese momento (el Sixty-Two Coupe de Ville podía adquirirse a partir de 3.995 dólares).
Los distribuidores de Hudson comenzaron a recibir pedidos el 23 de septiembre de 1953, pero la respuesta fue tibia, con tan solo 18 o 19 pedidos en firme. El precio del Italia era alto y los distribuidores estaban decepcionados de que no se ofreciera el motor Hornet más potente. Menos costosos fueron el Nash-Healey de 4.721 dólares, el Kaiser Darrin de 3.668 y el Chevrolet Corvette de 3.523 dólares.
El 14 de enero de 1954, Hudson Motors y Nash-Kelvinator Corporation anunciaron una fusión para formar American Motors Corporation (AMC). Las perspectivas de Hudson como una marca independiente terminaron con la consolidación total bajo AMC en mayo de 1954. El fabricante de automóviles recién formado envió cartas a todos los concesionarios de Hudson anunciando una fecha límite para el prepago de los pedidos de los clientes para los automóviles ensamblados en Italia. Sin embargo, los automóviles de las marcas "huérfanas", como Nash y Hudson, fueron rechazados por los clientes y se depreciaron rápidamente. Los pedidos del Italia eran casi inexistentes y AMC se comprometió a construir solo otras 15 unidades.
Los gerentes de los fabricantes de automóviles recién fusionados en AMC no tenían intenciones de que el Italia se expandiera y se encontraron más problemas cuando Carrozzeria Touring se negó a suministrar piezas de carrocería y molduras de repuesto. Roy D. Chapin, Jr. "era el gerente de ventas del programa Italia y se le ordenó deshacerse de aquellos coches".
La mayoría de los Italia se vendieron a clientes caprichosos del sur de California. Posteriormente, se han contabilizado veintiuno de los 26 Italia producidos. Los cinco coches que faltan tienen números de serie del 5 al 10, con dos en este grupo ubicados en Europa, lo que lleva a especular que estos primeros coches nunca llegaron a los Estados Unidos. Informes contemporáneos indican que estos coches se vendieron en Europa.

## Prototipo X-161
También se construyó un único prototipo sedán de cuatro puertas (llamado "X-161" por el prototipo experimental número 161 de Spring) propulsado con el motor Hornet. Este era un automóvil mucho más grande basado no en el Jet compacto, sino en el Hornet de tamaño completo. Ofreció un buen rendimiento y empleó muchas de las características del Italia, aunque su ornamentación fue algo más discreta. También fue construido en Italia por Carrozzeria Touring como un prototipo de trabajo para el reemplazo por parte de Hudson de sus modelos reducidos. El X-161 también se describe como el último Hudson "real".

## Legado
El Hudson Italia ganó reconocimiento internacional, pero solo se produjeron 25 de estos elegantes coches, además del único prototipo. El automóvil fue el "último suspiro de Hudson para intentar lograr un gran éxito de creación de imagen".
Los autores del libro 365 Cars You Must Drive escribieron que la decisión representaba "ir a por todas" en el sentido de que traería beneficios si el automóvil tenía éxito en el mercado, que ayudaría a aumentar las ventas de la empresa. En retrospectiva, el Italia fue uno más de los "desastres" que lastraron al fabricante de automóviles, pero representó "un desarrollo de producto típico en la industria del automóvil" en ese momento.
El diseño de parrilla del Italia se adaptó más tarde en el Hudson de 1956 introducido después de la fusión de las dos compañías.
El coleccionista de automóviles, Gordon Apker, describió el aspecto del Italia: "son los años 50; es Flash Gordon, es un drama italiano en una plataforma estadounidense".

## Coleccionismo
Los Hudson Italia son invitados a numerosas exhibiciones de automóviles prestigiosas, incluido el Concurso Pebble Beach, y ganan premios especiales con regularidad.
Un Hudson Italia con el número de chasis 11 formaba parte del museo Nacional del Automóvil, que lo adquirió en 1971, supuestamente al pianista Liberace, acabado en plata con tapicería de cuero rojo y negro.
El valor de mercado del Hudson Italia está aumentando como lo demuestra la venta "sin reserva" del ejemplar número 21 por 396.000 dólares en la subasta Barrett-Jackson de 2013 celebrada en Scottsdale. Este automóvil era de tal calidad que el análisis de la revista Sports Car Market fue que "el comprador se fue a casa con un trato espectacular". Otros coches en el mercado en 2009 y 2012 también generaron ventas superiores a 250.000 dólares. Un Hudson Italia con número de serie 003 que se sometió a una restauración de nivel de concurso desde septiembre de 2009 hasta diciembre de 2010, fue ganador de un premio de clase en Pebble Beach en 2011, y tenía un precio de 500.000 dólares en 2013.
Un Hudson Italia que fue reconocido como el "Automóvil de posguerra mejor conservado" en el Concorso d'Eleganza Villa d'Este de 2014. was priced at €575,000.
Una opinión en 2014 describió que el estilo único y la producción limitada de Italia han convertido al automóvil único en "un activo valioso en cualquier exhibición de automóviles" y que "probablemente pronto será un automóvil de colección de la «lista A»".